# This Is Love (chanson de George Harrison)
Pour les articles homonymes, voir This Is Love.
Singles de George Harrison
When We Was Fab
(1987) Cheer Down
(1988)
Pistes de Cloud Nine
Just For Today When We Was Fab
This Is Love est une chanson de George Harrison, cinquième piste de son album Cloud Nine, sorti en 1987. En juin 1988, la chanson fut le troisième single de l'album, après Got My Mind Set on You et When We Was Fab. La première face-B du single devait être Handle With Care, une collaboration entre George Harrison, Jeff Lynne, Roy Orbison et Tom Petty, réalisée au studios de Bob Dylan, à Santa Monica. 
This Is Love est sortie sur la compilation Let It Roll: Songs by George Harrison

## Pistes
1. This Is Love
2. Breath Away from Heaven
3. All Those Years Ago (seulement sur le 12" et le CD, originellement réalisée pour être le premier single de l'album Somewhere in England)
4. Hong Kong Blues (seulement sur le CD)